# Marcello Planca
Marcello Planca (falecido em 1528) foi um prelado católico romano que serviu como bispo de Giovinazzo (1517–1528).

## Biografia
No dia 21 de agosto de 1517, Marcello Planca foi nomeado pelo Papa Leão X como Bispo de Giovinazzo. Planca serviu como Bispo de Giovinazzo até à sua morte em 1528.